# 張勛傑
張勛傑（1980年5月16日—），臺灣男演員、主持人，畢業於華岡藝校舞蹈科。出道前曾是模特，後因出演電視劇《斗鱼》中的阿奇一角而走紅。

## 演出作品

### 電視劇
| 年份   | 播出頻道            | 劇名                    | 飾演                     |
| 2000年 | 公視                | 《天使少年》            |                          |
| 2003年 | 八大                | 《鬥魚》                | 楊勳奇                   |
| 2003年 | 中視                | 《麻辣高校生》          | 楊立業                   |
| 2003年 | 大愛                | 《美麗的歌》            | 林偉倫                   |
| 2004年 | 民視                | 《眉飛色舞》            | 徐澈                     |
| 2004年 | 民視                | 《親戚不計較》          | 張勛傑(EP1618客串)       |
| 2004年 | 八大                | 《鬥魚2》               | 楊勳奇                   |
| 2004年 | 台視                | 《王牌天使》            | 佳倩的追求者(客串)       |
| 2006年 | 八大                | 《大老婆小老公》        | 陳凱文                   |
| 2006年 | 福建電視台          | 《籃球部落》            | 風雪新                   |
| 2007年 | 華視                | 《剪刀石頭布》          | 陳克洛                   |
| 2007年 | 八大                | 《18禁不禁》            | 街頭薩克斯風演奏家(客串) |
| 2007年 | 華視                | 《白袍之戀》            | 莫凡                     |
| 2008年 | 上海电视剧频道      | 《芸娘》                | 李俊                     |
| 2008年 | 民視                | 《原來我不帥》          | 方文康                   |
| 2008年 | 八大                | 《至尊玻璃鞋》          | 莊仁赫                   |
| 2008年 | 八大                | 《籃球火》              | 殘                       |
| 2008年 | 緯來電影台          | 《鬼情書》              | 嚴凱                     |
| 2009年 | 華視                | 《王子看見二公主》      | 李晨曦                   |
| 2010年 | 八大                | 《就想賴著妳》          | 齊可中                   |
| 2011年 | 中視                | 《男女生了沒》          | 姚廷君                   |
| 2011年 | 華視                | 《艋舺燿輝》            | 呂文浩/劉子文            |
| 2011年 | 公視                | 《美麗旅程》            | 敘海/敘川                |
| 2011年 | 三立都會台          | 《小資女孩向前衝》      | 傑克(客串)               |
| 2012年 | 三立都會台          | 《愛上巧克力》          | 方家瑞                   |
| 2012年 | 江蘇衛視            | 《囧人的幸福生活》      | 金仕杰                   |
| 2013年 | 三立都會台          | 《真愛趁現在》          | 傅在宇(客串)             |
| 2013年 | 三立都會台          | 《美味的想念》          | 傅在宇                   |
| 2013年 | 湖南衛視            | 《璀璨人生》            | 夏宇揚                   |
| 2013年 | 三立都會台          | 《幸福選擇題》          | 麥兆                     |
| 2014年 | 華視                | 《A咖的路》             | Aaron                    |
| 2014年 | 湖南衛視            | 《一見不鍾情》          | 譚禮傑                   |
| 2014年 | 三立都會台          | 《再說一次我願意》      | 紀時宇                   |
| 2015年 | 三立都會台          | 《軍官·情人》           | 朱昱廷                   |
| 2016年 | 華視                | 《海海人生》            | 張宣豪                   |
| 2019年 | 三立都會台          | 《你有念大學嗎？》      | 江力揚(客串)             |
| 2022年 | 八大戲劇台、Netflix | 《親愛的亞當》          | 任少洋(特別演出)         |
| 2022年 | 三立台灣台          | 《一家團圓》            | 曹龍                     |
| 2023年 | 公視、八大戲劇台    | 《最佳利益3－最終利益》 | 范昱銘                   |
| 2024年 | 華視、公視台語台    | 《少女八家將》          | 劉漢文                   |

### 電影
| 年代   | 片名     | 飾演         | 備註 |
| 2018年 | 《鬥魚》 | 成年的楊勳奇 | 客串 |

### 舞台劇
| 年份   | 劇團     | 劇名         | 飾演 |
| 2015年 | 故事工廠 | 《男言之隱》 |      |

### 音樂錄影帶
- 2000年 蔡依林《什麼樣的愛》
- 2001年 杜德偉《彩虹》
- 2001年 汪佩蓉《放手》
- 2001年 呂方《GOODBYE》
- 2004年 F.I.R.飛兒樂團《我們的愛》
- 2010年 江明娟《海是你》
- 2012年 丁噹《他還認不認得我》

## 主持節目
- 《大腳走天下》八大綜合台
- 《生活大作戰-懂我的生活》TVBS-G
- 《電波美旅》TVBS-G
- 《愛玩客》三立都會台
- 《世界第一等》八大綜合台

## 音樂作品
- 2004年 鬥魚Ⅱ原聲帶《因為你》
- 偶像劇插曲《無可取代》
- 2007年 白袍之戀插曲《睡美人》

## 獎項紀錄

### 華劇大賞
| 年份   | 頒獎典禮      | 獎項           | 影片                   | 角色   | 結果 |
| ------ | ------------- | -------------- | ---------------------- | ------ | ---- |
| 2013年 | 第2屆華劇大賞 | 最佳螢幕情侶獎 | 與李千娜《美味的想念》 | 傅在宇 | 提名 |
| 2013年 | 第2屆華劇大賞 | 最佳接吻獎     | 與李千娜《美味的想念》 | 傅在宇 | 提名 |
| 2013年 | 第2屆華劇大賞 | 最佳男演員獎   | 《美味的想念》         | 傅在宇 | 提名 |

## 資料來源
1. ↑  .   [2024-01-11]. （原始内容存档于2024-01-16）.
2. ↑  張勛傑台上向她下跪求婚　台下霸氣「護」她爆乳 （页面存档备份，存于） 今日新聞 2018.8.16